# Queen on Fire – Live at the Bowl
Queen on Fire – Live at the Bowl е двоен албум, записан на живо на английски рок група Куийн, издаден на 25 октомври 2004 година в Европа и на 9 ноември 2004 година в САЩ.
Той е записана на живо на Националната купа, Милтън Кийнс Бъкингамшър, Англия на 5 юни 1982 година по време на „Hot Space Tour“. Също така е издаден и на DVD с бонус материали, като интервюта и акценти от турнето. През 2005 година албумът е издаден и на LP, както и всеки албум на Куийн. Във Великобритания компактдискът достига двадесета позиция а DVD-то първа.

## Списък с песните

### Диск едно
1. Flash (Мей) – 1:54
2. The Hero (Мей) – 1:44
3. We Will Rock You (Бърза) (Мей) – 3:17
4. Action This Day (Тейлър) – 4:52
5. Play the Game (Меркюри) – 4:30
6. Staying Power (Меркюри) – 4:03
7. Somebody to Love (Меркюри) – 7:53
8. Now I'm Here (Мей) – 6:18
9. Dragon Attack (Мей) – 4:16
10. Now I'm Here (Мей) – 0:49
11. Love of My Life (Меркюри) – 4:22
12. Save Me (Мей) – 4:00
13. Back Chat (Дийкън) – 5:00

### Диск две
1. Get Down, Make Love (Меркюри) – 3:39
2. „Китарно соло“ (Мей) – 6:22
3. Under Pressure (Куийн/Дейвид Боуи) – 3:47
4. Fat Bottomed Girls (Мей) – 5:25
5. Crazy Little Thing Called Love (Меркюри) – 4:15
6. Bohemian Rhapsody (Меркюри) – 5:38
7. Tie Your Mother Down (Мей) – 4:09
8. Another One Bites the Dust (Дийкън) – 3:49
9. "Sheer Heart Attack" (Тейлър) – 3:25
10. We Will Rock You (Мей) – 2:08
11. We Are the Champions (Меркюри) – 3:28
12. God Save the Queen (Мей) – 1:24

## DVD бонус материали
- MK Bowl интервю зад кулисите
- Фреди Меркюри – интервю
- Брайън Мей и Роджър Тейлър – интервюта

Песни от концерта в „Stadthalle“, Виена, Австрия на 12 май 1982 година.
- Another One Bites the Dust
- We Will Rock You
- We Are the Champions
- God Save the Queen
- Песни от концерта в „Seibu Lions Stadium“, Токио, Япония на 3 ноември 1982 година.
- Flash / The Hero
- Now I'm Here
- Impromptu
- Put Out the Fire
- Dragon Attack
- Now I'm Here (Reprise)
- Crazy Little Thing Called Love
- Teo Torriatte (Let Us Cling Together)
- Фото галерия

## Състав
- Фреди Меркюри: водещи вокали, пиано, китара
- Брайън Мей: китари, клавиши, задни вокали
- Роджър Тейлър: барабани, ударни, задни вокали
- Джон Дийкън: бас, задни вокали
- Морган Фишър: клавиши
- Джъстин Шърли-Смит: микс продуцент
- Крис Фредриксон: Pro Tools HD
- Райнхолд Мак: запис инженер
- Мик Маккена: втори запис инженер
- Кевин Меткалф
- Ричард Грей
- Денис O'Реган: фотограф

|  | Тази страница частично или изцяло представлява превод на страницата Queen on Fire – Live at the Bowl в Уикипедия на английски. Оригиналният текст, както и този превод, са защитени от Лиценза „Криейтив Комънс – Признание – Споделяне на споделеното“, а за съдържание, създадено преди юни 2009 година – от Лиценза за свободна документация на ГНУ. Прегледайте историята на редакциите на оригиналната страница, както и на преводната страница, за да видите списъка на съавторите. ВАЖНО: Този шаблон се отнася единствено до авторските права върху съдържанието на статията. Добавянето му не отменя изискването да се посочват конкретни източници на твърденията, които да бъдат благонадеждни. |